# 化人幻戯
『化人幻戯』（けにんげんぎ）は、1954年から1955年にかけて発表された江戸川乱歩の長編探偵小説。明智小五郎シリーズ作品の一つである。
本作は1956年第9回日本探偵作家クラブ賞の候補作品に選出されている。

## 概要
本作は『宝石』1954年（昭和29年）11月号、1955年（昭和30年）1月号から11月号に掲載された。名探偵・明智小五郎が登場する、いわゆる「明智作品」の一つ。本作および同時期に発表された『影男』（『面白倶楽部』1955年1月号 - 12月号）を最後に乱歩は成人向け作品に明智を登場させておらず、以後、明智は子供向けの「少年探偵団シリーズ」にのみ登場するようになる。
乱歩は本作について、次のように評している。
還暦祝いの席で宣言して書いたのが『影男』と本作で、『影男』は戦前講談社の諸雑誌に書いたような怪奇チャンバラもので、しかもそれらよりも気の抜けた作品だったため一向受けなかった。本作は『影男』よりもやや一所懸命書こうとしたものだが、どうしてもこれなら書きたいという筋が浮かばず、かと言って宣言した手前書かないわけには行かず、『宝石』にも日を決めて約束してあることから、そのとき浮かんできたうちの、いくらかましな筋を元にして書き始め、辻褄の合わないところを何とかごまかしながら続けたものである。このような作品だから本作が一向批評されなかったのも無理はないと自作を評している。
石羽文彦は、本作を乱歩唯一の本格長編で第一級作品と称していいものだとしながら、犯人の性格を通して新しい殺人の動機を見出してはいても、ワキ役の登場人物たちは影の薄れたものとなっているとし、純探偵作家でも登場人物の性格を書き分けているというのに、10年間の雌伏は海外にも類の作品を生み出すかと期待していたが、探偵作家のホームグラウンドから踏み出そうとはしなかった、と批判している。
異常性格、異常性愛の美女の犯罪、主人公の男がその女と関係を持ち溺れてしまうところ、女の齢の離れた夫を犯人とするミスリードなど初期の傑作『陰獣』と相通じるところが多い。
なお、『出版ニュース』1955年11月下旬号に掲載された「探偵小説ベスト3」のアンケートでは、9人が日本のベスト3に乱歩の作品を挙げており、そのうちの3人が本作を挙げている。

## あらすじ
父親の伝手で、元侯爵の実業家、大河原義明の秘書となった25歳の青年庄司武彦は、若く美しい大河原の妻・由美子に強く惹かれるようになる。ほかに大河原家には、大河原のお気に入りの2人の青年、姫田吾郎と村越均が出入りしており、2人は大河原の寵愛を得ることで競争していたが、それ以上に由美子への愛でも争っていた。
秋、大河原夫妻と武彦は熱海の別荘に赴き、そこに姫田もやって来る。姫田は誰かから送られてくる「白羽」の入った手紙にあいかわらずおびえている。そんなある日、別荘の2階から趣味の双眼鏡をのぞいていた夫妻と武彦は、切り立った断崖から男が転落するのを目撃する。警察に知らせると死体として海から引き揚げられたのは姫田であった。
探偵小説マニア同士である大河原と武彦が翌日現場の断崖に行ってみると、姫田が飛び降りた少し前にトランクを持った紳士が近くに現れていたことと、2人の男が断崖に向かっていったことが判明する。警察が自殺でなく殺人事件として捜査をはじめると、姫田に関係ある人間の中では、村越だけがアリバイの怪しいことが分かる。
一方、姫田の日記帳の暗号めいた記述について、武彦は知人である探偵明智小五郎に相談する。武彦が明智の指示どおり大河原家の使用人に尋ねまわってみると、その暗号とは由美子との密会の記録だったらしいことがわかる。それがばれたことを知った由美子は武彦を誘惑し、2人は関係を持つにいたる。
そうするうちに、姫田殺しの犯人と目されていた村越が自宅のアパートでピストルで撃たれて死んでいるのが発見される。現場は密室で、ピストルには村越の指紋しかなかったので自殺かとも思われたが、やはり白羽が落ちており、また遺書がなかったために、これも殺人が疑われる。続いて、村越の親友である怪画家讃岐も隅田川で遺体で発見される。
明智小五郎は、大河原夫妻のアリバイを確認しに、大河原家を訪問する。大河原夫妻と武彦は、村越が撃たれた夜9時ジャストには、新進ヴァイオリニストの演奏をラジオで聴いていたので、アリバイがあることがわかるが、明智は密室のトリックを難なく解いてみせ、さらに画家讃岐の部屋に孔のあけられたマネキンがあったことなど意味ありげなことを語ったのち辞去する。
数日後、武彦は由美子の鍵付き日記を好奇心から盗み読む。そこには姫田、村越との肉体関係のほか、夫・大河原義明が、姫田と村越を殺したという推理が記されていた。夫は姫田を断崖から突き落としたあと、村越に命じ、マネキンを断崖から落とさせ、村越殺しのときにはテープレコーダーを使ってラジオのヴァイオリン演奏をかけ、家中の時計を遅らせて、それぞれアリバイ工作したというのである。武彦はその日記を明智に読ませて指示を乞う。明智は日記を元に戻し、そのまま由美子との関係も続けておくようにいう。
翌日、武彦は由美子に誘われてとある防空壕跡へ赴き、妖しい愛の交歓に溺れるが、ことのあとに由美子は武彦を縛ったうえ絞殺しようとする。そこに明智が現れて制する。アリバイトリックは彼女が夫を犯人とした日記に書いたとおりであったが、犯人は由美子だったのだ。先日の明智の大河原家訪問は犯人への威嚇であり、恐れをいだいた由美子はすべてを夫のせいにするため、あの推理を日記に書き、わざと武彦に読ませ、次に夫と武彦を亡きものにしようと動いたところを明智によって踏み込まれてしまったのだ。動機がわからぬという明智に、由美子は自分は愛した者を殺したくなる人間なのだと告白する。

## 主要登場人物
庄司 武彦（しょうじ たけひこ）
本作の主人公。25歳。大学の文科を卒業したが職に就かず、読書に耽る毎日を送っていたが、会社重役である父親の勧めで、大河原義明の秘書役を務めることになる。探偵小説マニア。明智小五郎とは知り合い。
大河原 義明（おおがわら よしあき）
元侯爵、戦前は貴族院議員であった。現在はいくつかの産業会社の社長や重役を兼ねる実業家。探偵小説好きで、自宅の書斎に内外の貴重な書物を所蔵している。素人奇術クラブの会長でもある。27歳の妻・由美子の倍以上の年齢。中肉中背のガッシリした体格で、元大名の家柄らしく泰然とした性格。
大河原 由美子（おおがわら ゆみこ）
義明の若い後妻。戦争で没落した元大名華族のお姫様。27歳。美貌で社交性がある。多くの愛人を持っている。なぜかカマキリを恐れる。
姫田 吾郎（ひめだ ごろう）
日東製紙会社の模範社員。27、8歳。おしゃべり好きで女性的な性格の美青年。
村越 均（むらこし ひとし）
城北製薬会社の優秀社員。27、8歳。無口で人付きの悪い性格だが、理知的でひきしまった顔をしている。
讃岐 丈吉（さぬき じょうきち）
村越の親友の怪画家。村越とは同郷にして同級生。見張りを兼ねて倉庫に住んでいる。東京下町で骨董を漁るのが趣味。
蓑浦（みのうら）
警視庁捜査一課の警部補。40歳少し過ぎの足で地道に捜査する老練刑事。明智とは師弟のような間柄である。
明智 小五郎（あけち こごろう）
有名な私立探偵。50歳を超えているが、お洒落で非常に若く見える。

## 収録作品
- 光文社文庫『江戸川乱歩全集 第17巻 化人幻戯』（2005年4月）ISBN 978-4-33-473866-2
- 春陽社文庫『化人幻戯』【リニューアル版】（2015年11月）ISBN 978-4-394-30157-8
- 集英社文庫『明智小五郎事件簿 戦後編II「化人幻戯」「月と手袋」』（2022年1月）ISBN 978-4-08-744347-9